# Sauerbraten

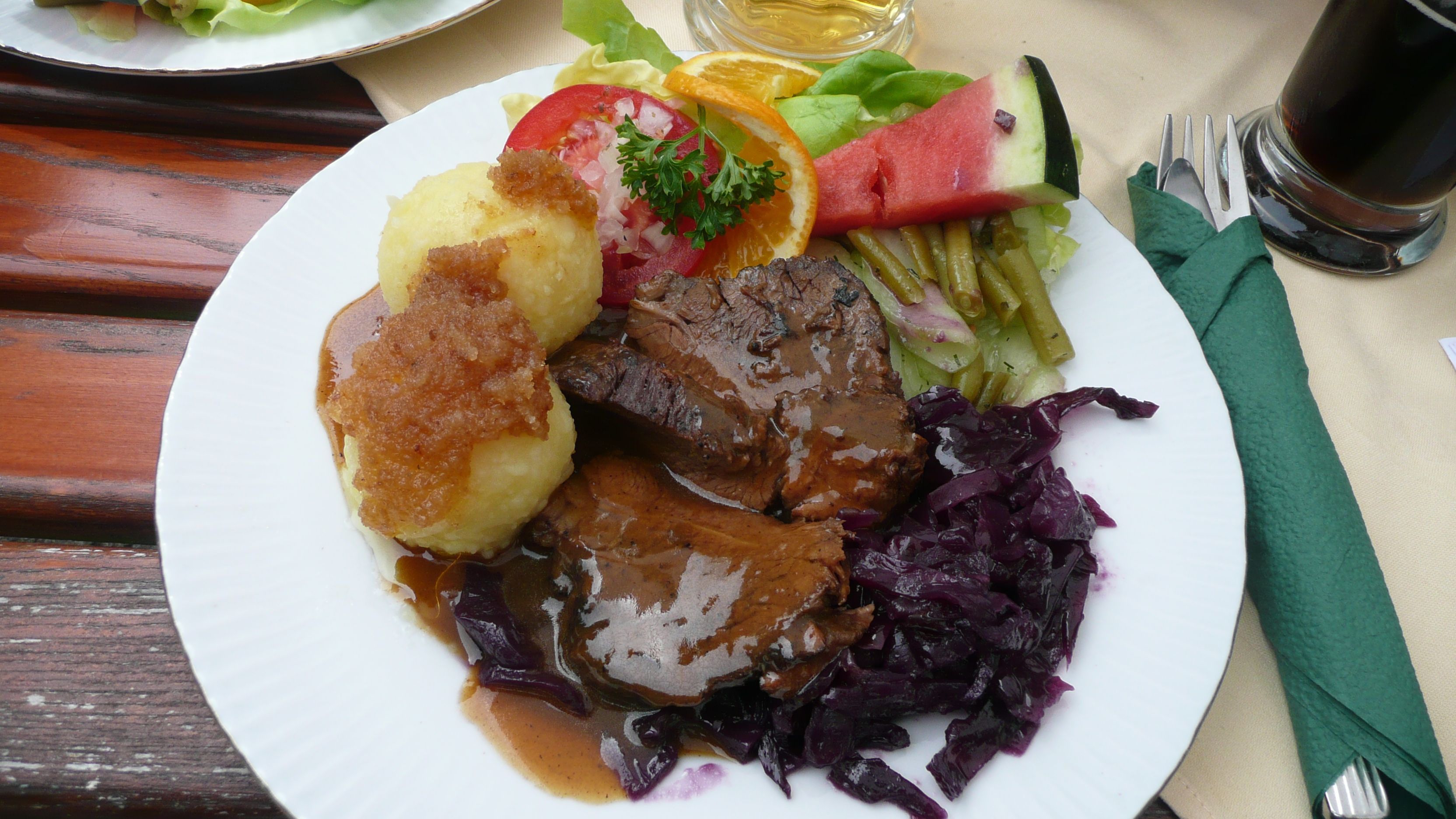
Sächsischer Sauerbraten

Ein Sauerbraten ist ein durch mehrtägiges Marinieren in einer Beize aus Essig und weiteren Zutaten vorbehandelter Schmorbraten. Er ist in seinen verschiedenen regionalen Varianten ein bekanntes traditionelles Gericht der deutschen Küche.

## Zubereitung

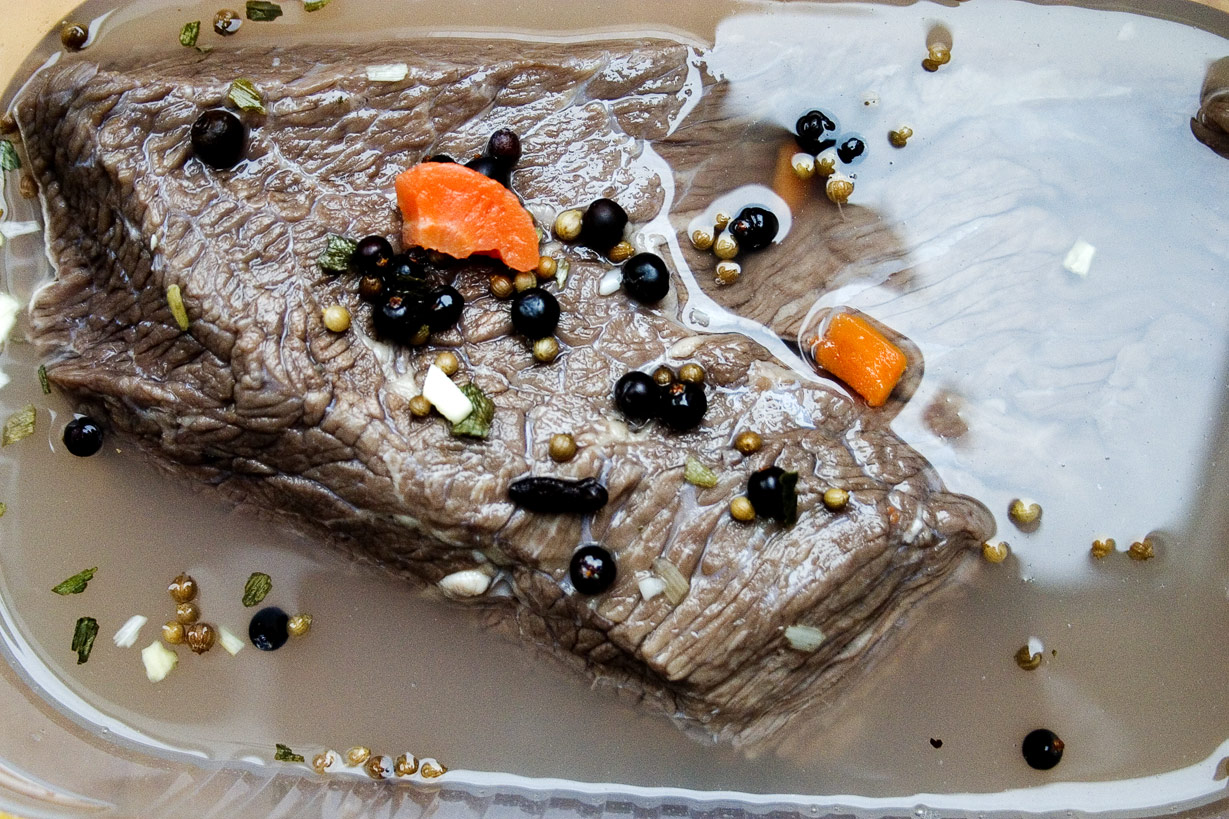
Sauerbraten aus Rindfleisch während des Marinierens

Das rohe Fleisch wird zunächst mehrere Tage lang unter kühlen Bedingungen in eine Marinade aus Essig, Wasser oder Wein, Zwiebel, Karotten sowie Gewürzen wie Lorbeer, Gewürznelke, Pfefferkörnern eingelegt. Traditionell wurde der zu marinierende Braten bei maximal 12 bis 14 Grad Celsius im Keller gelagert, moderne Hygienevorschriften erlauben in der Gastronomie nur noch Lagertemperaturen im unteren einstelligen Gradbereich. Nach dem Anbraten wird das Fleisch mit der Marinade abgelöscht und zum Schmoren mit Fond oder Wasser aufgefüllt. Die Sauce wird mit einem Süßmittel abgeschmeckt. Als Beilagen werden beispielsweise Klöße oder Teigwaren serviert.

## Varianten
Eine Auswahl von bekannten Varianten sind Rheinischer, Badischer, Schwäbischer, Fränkischer, Sächsischer, Dresdner, Westfälischer und Thurgauer Sauerbraten. Der Sauerbraten Emmentaler Art heißt im Berndeutschen Suure Mocke. Neben Rind- und Pferdefleisch wird seltener auch Schweinefleisch, Kaninchen oder Wildbret als Sauerbraten serviert.
In den Niederlanden heißt Sauerbraten Zuurgebraad. Das in den niederländischen und belgischen Provinzen Limburg bekannte Zuurvlees, das dort in vielen als Frituur bezeichneten Snackbars erhältlich ist und zumeist zu Pommes frites gegessen wird, weist vom Geschmack her zwar Ähnlichkeit mit Sauerbraten auf, ist optisch aber eher mit Gulasch vergleichbar.

### Rheinischer Sauerbraten

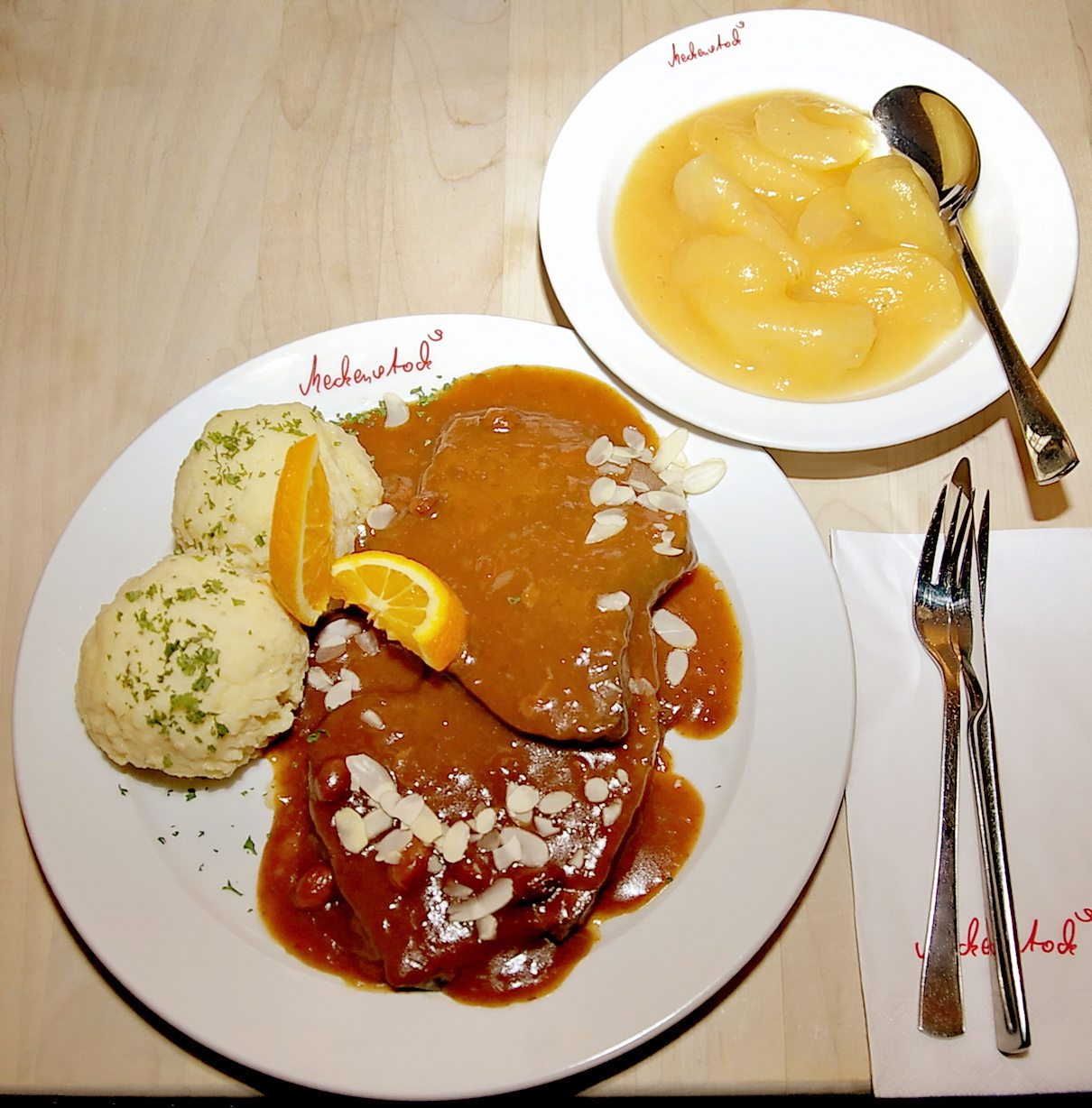
Rheinischer Sauerbraten

Traditionell wurde für einen Rheinischen Sauerbraten Pferdefleisch verwendet. Weil das Fleisch älterer Pferde aber zäh war, wurde es durch die Beize mürbe gemacht. Da jedoch in den letzten Jahrzehnten Angebot und Konsum von Pferdefleisch stark zurückgegangen sind, wird er heutzutage zumeist aus Rindfleisch zubereitet.
Die Sauce wird regional verschieden mit oder ohne Rosinen, einem Teil der Marinade (Beize) und Süßmitteln zubereitet, um ihr den gewünschten süßsauren Geschmack zu verleihen. Süßmittel sind traditionell Zuckerrübensirup, Apfelkraut, Aachener Printen oder Lebkuchen. Das Gebäck dient zudem anstelle oder zusammen mit Mehl oder Speisestärke zur Bindung der Sauce.
Klassische Beilagen zum Rheinischen Sauerbraten sind Kartoffelklöße und Apfelmus, vielfach wird er auch mit Salzkartoffeln oder Nudeln und Rotkohl, seltener mit Backobst serviert. In Aachen und Umgebung sind auch Fritten eine häufige Beilage.
Die Pepse, auch als Rheinische Pepse bekannt, ist ein Schweine-Sauerbraten auf rheinische Art. Bei dieser verwendet man bevorzugt ein Stück der Schweinekeule oder der Schulter.

### Badischer Sauerbraten
Der Badische Sauerbraten unterscheidet sich im Wesentlichen vom Rheinischen Sauerbraten durch die nahezu ausschließliche Verwendung von Rindfleisch und das Fehlen von Süßungsmitteln. Außerdem werden beim Badischen Sauerbraten keine Rosinen zugesetzt, was dem Gericht insgesamt einen saureren Charakter verleiht. Ein Teil der Beize wird für die Sauce verwendet, die meist mit Mehl, speziellen Lebkuchen oder einer leicht angerösteten Mehlschwitze angedickt wird.
Das Fleisch mariniert mindestens eine Woche in der Beize, bei der auch verschiedene Gewürze wie Knoblauch, Gewürznelken, Senfkörner, Lorbeer, Zwiebeln und Korianderkörner oder als Gewürzersatz auch Lebkuchen ihre Anwendung finden. Durch die Verwendung von Knoblauch und Lebkuchengewürz unterscheidet sich der Badische Sauerbraten von vielen anderen regionalen Varianten. Teilweise wird der Essig für die Beize durch trockenen Rotwein ersetzt oder mit diesem gemischt. Die Beize ist dadurch kräftiger im Geschmack und in der Farbe. Traditionell werden zum Badischen Sauerbraten Spätzle und Rotkohl gereicht. Auch anderes Kohlgemüse oder verschiedene Sorten Klöße dienen als Beilage.

### Fränkischer Sauerbraten

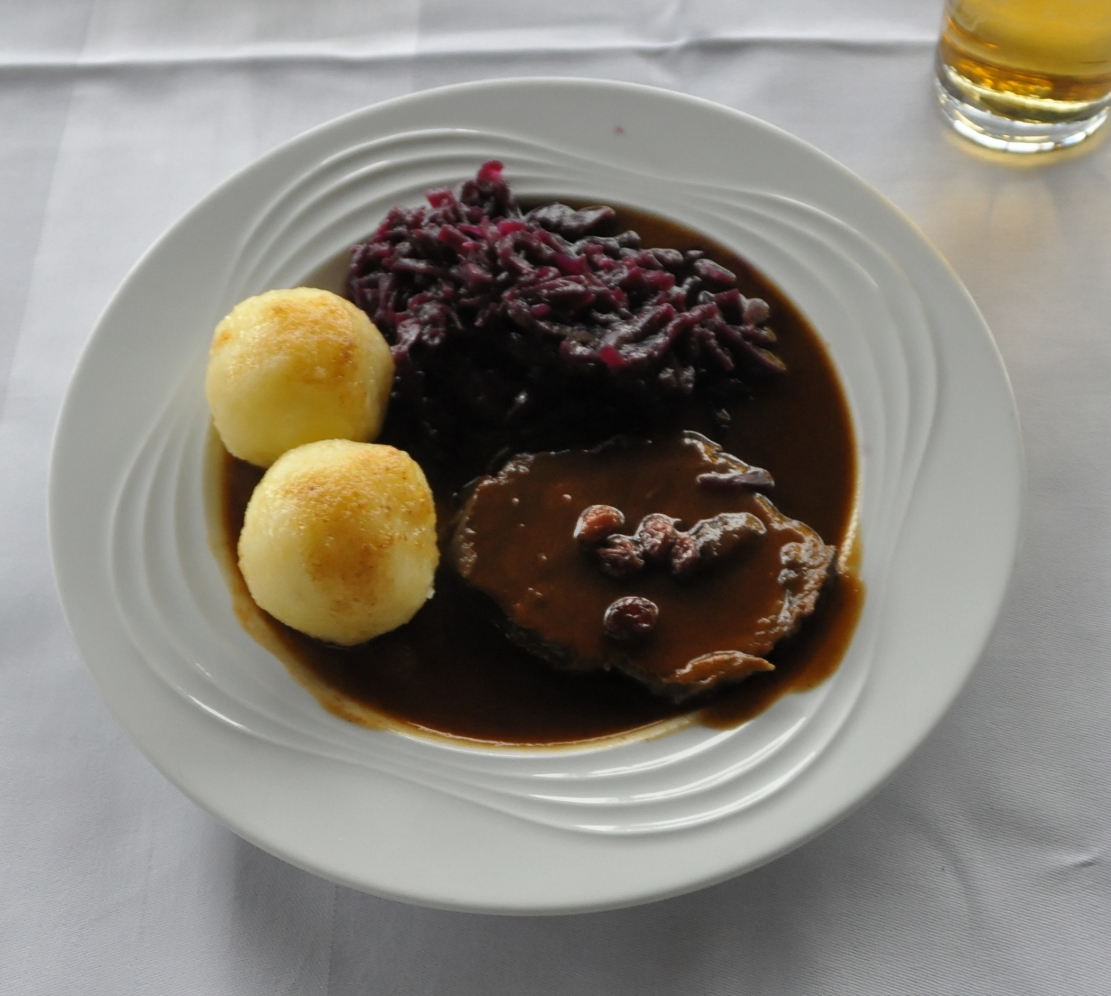
Fränkischer Sauerbraten

Der Fränkische Sauerbraten wird wie andere Varietäten mit Rindfleisch zubereitet, das vorher in saurem Sud eingelegt wurde. Ähnlich wie beim Badischen Sauerbraten wird der Sud zum Teil für die Soße verwendet und dieser mit einem Soßenlebkuchen eingedickt. Traditionell wird der Fränkische Sauerbraten mit Kartoffelklößen und Blaukraut gereicht.